# Corte marziale per l'ammutinamento del Caine
Corte marziale per l'ammutinamento del Caine (The Caine Mutiny Court-Martial) è un dramma in due atti di Herman Wouk rappresentato per la prima volta nel 1953. Tratto dal suo stesso romanzo premio Pulitzer L'ammutinamento del Caine del 1951, è un adattamento focalizzato solo sulla parte giudiziaria della trama.

## Rappresentazioni e adattamenti
Lo spettacolo fu messo in scena per la prima volta al Granada Theatre di Santa Barbara, California, il 13 ottobre 1953. Esordì a Broadway al Plymouth Theatre il 20 gennaio 1954, rimanendo in tabellone per un anno e 415 rappresentazioni: Charles Laughton diresse Henry Fonda nel ruolo di Barney Greenwald, John Hodiak in quello di Stephen Maryk, Ainslie Pryor in quello di Jack Challee e Lloyd Nolan in quello di Phillip Francis Queeg.
È stato rappresentato nuovamente a Broadway due volte: nel 1983 al Circle in the Square Theatre con John Rubinstein (Greenwald), Jay O. Sanders (Maryk), William Atherton (Challee) e Michael Moriarty (Queeg), venendo candidato ad un Tony Award come miglior revival, e nel 2006 ancora al Plymouth (ora Gerald Schoenfeld Theatre), per la regia di Jerry Zaks, con David Schwimmer (Greenwald), Joe Sikora (Maryk), Timothy Daly (Challee) e Željko Ivanek (Queeg), stavolta con scarso successo.
Nel 1985 lo spettacolo è stato messo in scena da Charlton Heston al Queen's Theatre di Londra, interpretando lui stesso Queeg, portandolo in tournée l'anno seguente col Kennedy Center a Los Angeles e Washington. Nel 1988 l'attore ne ha diretto al Teatro d'Arte Popolare di Pechino una versione in cinese tradotta da Ying Ruocheng, che l'aveva voluto alla regia, diventando il secondo cittadino americano, dopo Arthur Miller, ad aver mai diretto un'opera di Broadway in Cina.
La prima rappresentazione italiana ebbe luogo al Teatro Valle di Roma il 1º ottobre 1954 per la regia di Luigi Squarzina, con Ivo Garrani (Greenwald), Alberto Lupo (Maryk), Ottorino Guerrini (Challee) e Vittorio Sanipoli (Queeg), con scene di Giulio Coltellacci, su traduzione di Giorgio Brunacci.
Lo spettacolo è stato soggetto di svariate riduzioni teleteatrali nel corso degli anni cinquanta e sessanta:
- L'11 luglio 1955, la CBS lo trasmise come parte del programma Ford Star Jubilee. Pryor e Nolan ripresero i loro ruoli originari dello spettacolo di Broadway, mentre Barry Sullivan interpretò Greenwald e Frank Lovejoy interpretò Maryk: diretta da Franklin J. Schaffner, questa riduzione vinse tre premi Emmy, tra cui quello per il miglior attore, Nolan.[9][10]
- Il 1º giugno 1958, la BBC lo trasmise come parte del suo Sunday Night Theatre, con William Sylvester (Greenwald), Nigel Stock (Maryk), Richard Leech (Challee), Paul Douglas (Queeg) e regia di Alvin Rakoff.[11]
- L'11 gennaio 1959, l'australiana Channel 7 ne trasmise una versione intitolata semplicemente The Caine Mutiny.[12]
- Il 18 settembre 1961, la Rai lo trasmise sul suo secondo canale, interpretato da Arnoldo Foà (Greenwald), Gastone Moschin (Maryk), Ennio Balbo (Challee) e Vittorio Sanipoli (Queeg), e diretto da Giacomo Vaccari.[13]

Il primo adattamento "vero e proprio" arrivò nel 1988 ad opera di Robert Altman, che diresse un film televisivo omonimo per la CBS scritto dallo stesso Wouk. Nel 2003, William Friedkin ne ha diretto un adattamento in chiave contemporanea per Showtime e Paramount+.